# Masters de Madrid
El Masters de Madrid es un torneo oficial de tenis que se disputa anualmente en Madrid, España. Forma parte del circuito ATP Masters 1000 del ATP Tour masculino, siendo el cuarto en disputarse cada temporada. También está incluido en la serie WTA 1000 del WTA Tour femenino. Su nombre comercial es Mutua Madrid Open debido al patrocinio de Mutua Madrileña, y se disputa en el pabellón Caja Mágica.

## Historia
Comenzó siendo un torneo oficial del entonces denominado ATP Tennis Masters Series que se disputaba anualmente en el pabellón Madrid Arena (estadio) entre 2002 y 2008, en superficie rápida.
Es el único desde la creación de este tipo de torneos en 1990 que ha sido cambiado de lugar, fecha y de superficie. Este torneo se jugó en las ciudades de Estocolmo, Essen, Stuttgart y actualmente se juega en Madrid. Primeramente, se jugaba sobre una superficie de moqueta sintética, pero al mudarse a la Caja Mágica de Madrid en el año 2009 cambió también de superficie, pasando a ser esta de tierra batida. Originalmente, se jugaba en el mes de octubre, siendo el octavo Master de la temporada. Considerando el torneo masculino, desde el año 2011 es el cuarto Masters 1000 del año.
El torneo femenino se integró al masculino en 2009, y junto a los de Indian Wells, Miami y Pekín, forma parte de los torneos más importantes tras los considerados Grand Slam, obligando la participación de aquellas jugadoras que su ranking lo permite. Siendo los otros tres Premier Events de esta categoría torneos de pista dura, el de Madrid es el más importante sobre tierra batida tras los Grand Slam.

Para la edición de 2012 la superficie de tierra batida fue sustituida por otra de tierra azul (Color Clay), lo que causó gran polémica por sus diferentes características de bote y por resultar extraordinariamente resbaladiza, con riesgo para la integridad de los jugadores. Varios de ellos, incluidos Novak Djokovic y Rafael Nadal, vigentes números 1 y 2 del mundo en aquel momento, anunciaron que si se mantenía dicha superficie no volverían a acudir al torneo. Ese año el torneo fue ganado por Roger Federer. Varios meses después, la ATP revocó la homologación de la tierra azul, inhabilitándola para la disputa de torneos oficiales.

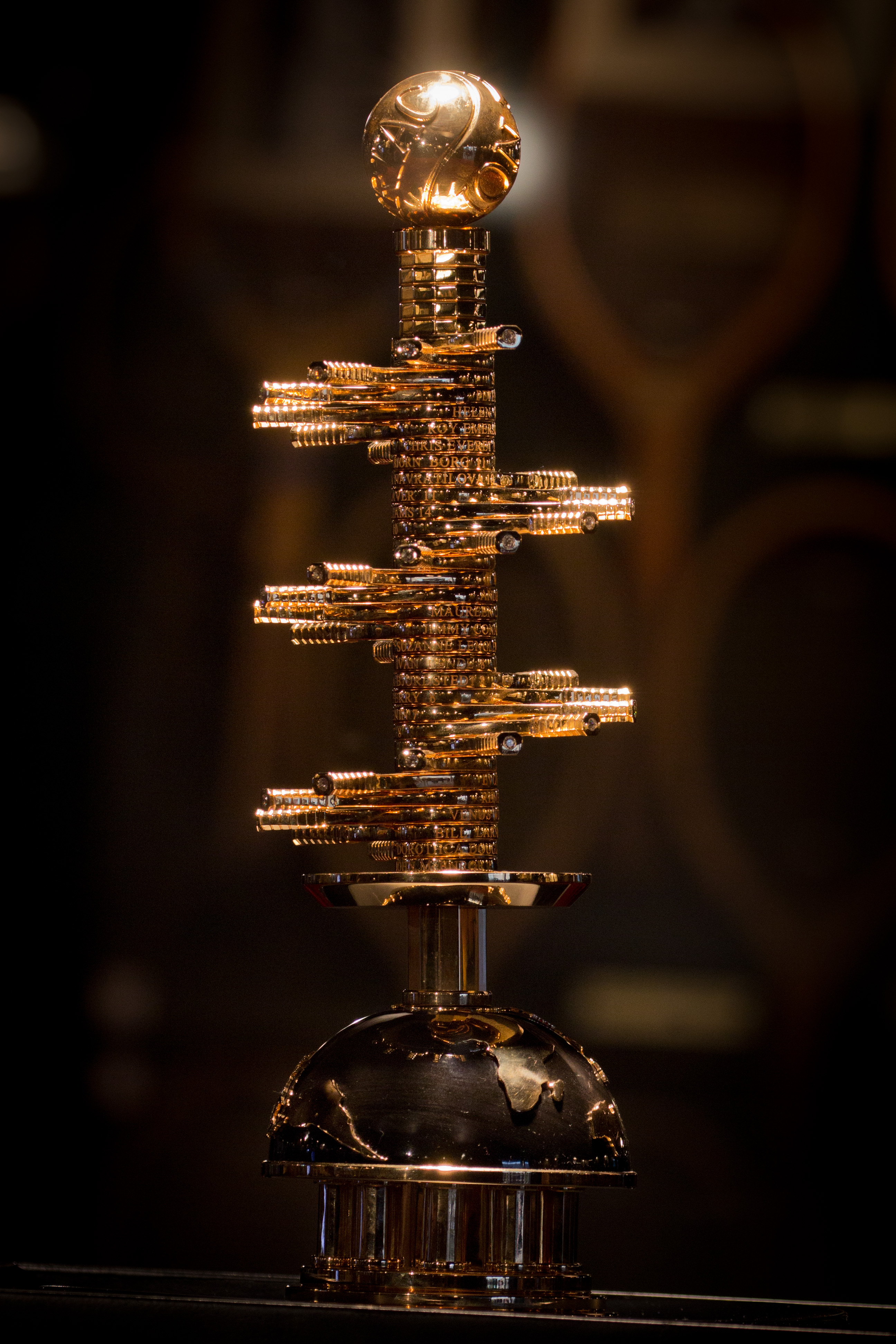
Trofeo del Masters de Madrid.

En 2012, la alcaldesa de Madrid, Ana Botella, firmó un contrato por 34 millones de euros que asegura la organización del torneo en la capital durante 10 años más.
El tenista que más veces ha ganado el torneo es el español Rafael Nadal con 5 títulos, 4 de ellos en la actual tierra batida. Le sigue en esta superficie el serbio Novak Djokovic con 3 títulos. El tenista que más veces ha ganado el torneo en la anterior superficie rápida, contando las distintas sedes que ha tenido, es el alemán Boris Becker con 4 títulos.
Los títulos logrados antes del año 2009 contabilizan como el actual Masters de Shanghái, ya que los diferentes torneos se disputaron en las fechas y superficie en la que se juega actualmente este Masters 1000.
De igual forma, los títulos logrados en el antiguo Masters de Hamburgo hasta el año 2008 incluido, contabilizan como el actual Masters de Madrid por jugarse éstos en las mismas fechas y sobre la misma superficie.
Las tenistas que más veces han ganado el torneo son Aryna Sabalenka y Petra Kvitová con un total de tres victorias cada una, seguidas por Simona Halep y Serena Williams con dos.

## Palmarés

### Individual masculino
| Año                    | Campeón                                    | Subcampeón                                 | Resultado                                  |
| ---------------------- | ------------------------------------------ | ------------------------------------------ | ------------------------------------------ |
| Estocolmo (pista dura) |                                            |                                            |                                            |
| 1990                   | Boris Becker                               | Stefan Edberg                              | 6-4, 6-0, 6-3                              |
| 1991                   | Boris Becker                               | Stefan Edberg                              | 3-6, 6-4, 1-6, 6-2, 6-2                    |
| 1992                   | Goran Ivanišević (1)                       | Guy Forget                                 | 7-6(2), 4-6, 7-6(5), 6-2                   |
| 1993                   | Michael Stich (1)                          | Goran Ivanišević                           | 4-6 7-6(6) 7-6(3) 6-2                      |
| 1994                   | Boris Becker                               | Goran Ivanišević                           | 4-6, 6-4, 6-3, 7-6(4)                      |
| Essen (pista dura)     |                                            |                                            |                                            |
| 1995                   | Thomas Muster (1)                          | MaliVai Washington                         | 7-6(6) 2-6 6-3 6-4                         |
| Stuttgart (pista dura) |                                            |                                            |                                            |
| 1996                   | Boris Becker (4)                           | Pete Sampras                               | 3-6, 6-3, 3-6, 6-3, 6-4                    |
| 1997                   | Petr Korda (1)                             | Richard Krajicek                           | 7-6, 6-2, 6-4                              |
| 1998                   | Richard Krajicek (1)                       | Yevgueni Káfelnikov                        | 6-4, 6-3, 6-3                              |
| 1999                   | Thomas Enqvist (1)                         | Richard Krajicek                           | 6-1, 6-4, 5-7, 7-5                         |
| 2000                   | Wayne Ferreira (1)                         | Lleyton Hewitt                             | 7-6, 3-6, 6-7, 7-6, 6-2                    |
| 2001                   | Tommy Haas (1)                             | Max Mirnyi                                 | 6-2, 6-2, 6-2                              |
| Madrid (pista dura)    |                                            |                                            |                                            |
| 2002                   | Andre Agassi (1)                           | Jiri Novak                                 | ret.                                       |
| 2003                   | Juan Carlos Ferrero (1)                    | Nicolás Massú                              | 6-3, 6-4, 6-3                              |
| 2004                   | Marat Safin (1)                            | David Nalbandian                           | 6-2, 6-4, 6-3                              |
| 2005                   | Rafael Nadal                               | Ivan Ljubičić                              | 3-6, 2-6, 6-3, 6-4, 7-6(3)                 |
| 2006                   | Roger Federer                              | Fernando González                          | 7-5, 6-1, 6-0                              |
| 2007                   | David Nalbandian (1)                       | Roger Federer                              | 1-6, 6-3, 6-3                              |
| 2008                   | Andy Murray                                | Gilles Simon                               | 6-4, 7-6(6)                                |
| Madrid (tierra batida) |                                            |                                            |                                            |
| 2009                   | Roger Federer                              | Rafael Nadal                               | 6-4, 6-4                                   |
| 2010                   | Rafael Nadal                               | Roger Federer                              | 6-4, 7-6(5)                                |
| 2011                   | Novak Djokovic                             | Rafael Nadal                               | 7-5, 6-4                                   |
| 2012                   | Roger Federer (3)                          | Tomáš Berdych                              | 3-6, 7-5, 7-5                              |
| 2013                   | Rafael Nadal                               | Stanislas Wawrinka                         | 6-2, 6-4                                   |
| 2014                   | Rafael Nadal                               | Kei Nishikori                              | 2-6, 6-4, 3-0, ret.                        |
| 2015                   | Andy Murray (2)                            | Rafael Nadal                               | 6-3, 6-2                                   |
| 2016                   | Novak Djokovic                             | Andy Murray                                | 6-2, 3-6, 6-3                              |
| 2017                   | Rafael Nadal (5)                           | Dominic Thiem                              | 7-6(8), 6-4                                |
| 2018                   | Alexander Zverev                           | Dominic Thiem                              | 6-4, 6-4                                   |
| 2019                   | Novak Djokovic (3)                         | Stefanos Tsitsipas                         | 6-3, 6-4                                   |
| 2020                   | No disputado por la pandemia del COVID-19. | No disputado por la pandemia del COVID-19. | No disputado por la pandemia del COVID-19. |
| 2021                   | Alexander Zverev (2)                       | Matteo Berrettini                          | 6-7(8), 6-4, 6-3                           |
| 2022                   | Carlos Alcaraz                             | Alexander Zverev                           | 6-3, 6-1                                   |
| 2023                   | Carlos Alcaraz (2)                         | Jan-Lennard Struff                         | 6-4, 3-6, 6-3                              |
| 2024                   | Andrey Rublev (1)                          | Félix Auger-Aliassime                      | 4-6, 7-5, 7-5                              |
| 2025                   | Casper Ruud (1)                            | Jack Draper                                | 7-5, 3-6, 6-4                              |

### Individual femenino
| Año  | Campeona                                   | Subcampeona                                | Resultado                                  |
| ---- | ------------------------------------------ | ------------------------------------------ | ------------------------------------------ |
| 2009 | Dinara Sáfina (1)                          | Caroline Wozniacki                         | 6-2, 6-4                                   |
| 2010 | Aravane Rezai (1)                          | Venus Williams                             | 6-2, 7-5                                   |
| 2011 | Petra Kvitová                              | Victoria Azarenka                          | 7-6(3), 6-4                                |
| 2012 | Serena Williams                            | Victoria Azarenka                          | 6-1, 6-3                                   |
| 2013 | Serena Williams (2)                        | María Sharápova                            | 6-1, 6-4                                   |
| 2014 | María Sharápova (1)                        | Simona Halep                               | 1-6, 6-2, 6-3                              |
| 2015 | Petra Kvitová                              | Svetlana Kuznetsova                        | 6-1, 6-2                                   |
| 2016 | Simona Halep                               | Dominika Cibulková                         | 6-2, 6-4                                   |
| 2017 | Simona Halep (2)                           | Kristina Mladenovic                        | 7-5, 6-7(5), 6-2                           |
| 2018 | Petra Kvitová (3)                          | Kiki Bertens                               | 7-6(6), 4-6, 6-3                           |
| 2019 | Kiki Bertens (1)                           | Simona Halep                               | 6-4, 6-4                                   |
| 2020 | No disputado por la pandemia del COVID-19. | No disputado por la pandemia del COVID-19. | No disputado por la pandemia del COVID-19. |
| 2021 | Aryna Sabalenka                            | Ashleigh Barty                             | 6-0, 3-6, 6-4                              |
| 2022 | Ons Jabeur (1)                             | Jessica Pegula                             | 7-5, 0-6, 6-2                              |
| 2023 | Aryna Sabalenka                            | Iga Świątek                                | 6-3, 3-6, 6-3                              |
| 2024 | Iga Świątek (1)                            | Aryna Sabalenka                            | 7-5, 4-6, 7-6(7)                           |
| 2025 | Aryna Sabalenka (3)                        | Coco Gauff                                 | 6-3, 7-6                                   |

### Dobles masculino
| Año                    | Campeones                                  | Subcampeones                               | Resultado                                  |
| ---------------------- | ------------------------------------------ | ------------------------------------------ | ------------------------------------------ |
| Estocolmo (pista dura) |                                            |                                            |                                            |
| 1990                   | Guy Forget Jakob Hlasek                    | John Fitzgerald Anders Järryd              | 6-2, 6-3                                   |
| 1991                   | John Fitzgerald Anders Järryd              | Tom Nijssen Cyril Suk                      | 7-5, 6-3                                   |
| 1992                   | Mark Woodforde Todd Woodbridge             | Steve DeVries David Macpherson             | 6-4, 6-4                                   |
| 1993                   | Mark Woodforde Todd Woodbridge             | Gary Muller Danie Visser                   | 7-6, 5-7, 7-6                              |
| 1994                   | Mark Woodforde Todd Woodbridge             | Jan Apell Jonas Björkman                   | 6-4, 4-6, 6-3                              |
| Essen (pista dura)     |                                            |                                            |                                            |
| 1995                   | Jacco Eltingh Paul Haarhuis                | Cyril Suk Daniel Vacek                     | 7-5, 6-7, 6-4                              |
| Stuttgart (pista dura) |                                            |                                            |                                            |
| 1996                   | Sébastien Lareau Alex O'Brien              | Jacco Eltingh Paul Haarhuis                | 6-4, 6-4                                   |
| 1997                   | Mark Woodforde Todd Woodbridge             | Rick Leach Jonathan Stark                  | 7-6, 7-6                                   |
| 1998                   | Sébastien Lareau Alex O'Brien              | Mahesh Bhupathi Leander Paes               | 4-6, 6-3, 7-5                              |
| 1999                   | Byron Black Jonas Björkman                 | David Adams John-Laffnie De Jager          | 6-3, 6-4                                   |
| 2000                   | Jiří Novák David Rikl                      | Donald Johnson Piet Norval                 | 6-2, 6-2                                   |
| 2001                   | Max Mirnyi Sandon Stolle                   | Ellis Ferreira Jeff Tarango                | 7-6, 6-3                                   |
| Madrid (pista dura)    |                                            |                                            |                                            |
| 2002                   | Mark Knowles Daniel Nestor                 | Mahesh Bhupathi Max Mirnyi                 | 6-3, 5-7, 6-0                              |
| 2003                   | Mahesh Bhupathi Max Mirnyi                 | Wayne Black Kevin Ullyett                  | 6-2, 2-6, 6-3                              |
| 2004                   | Mark Knowles Daniel Nestor                 | Bob Bryan Mike Bryan                       | 6-3, 6-4                                   |
| 2005                   | Mark Knowles Daniel Nestor                 | Leander Paes Nenad Zimonjić                | 3-6, 6-3, 6-2                              |
| 2006                   | Bob Bryan Mike Bryan                       | Mark Knowles Daniel Nestor                 | 7-5, 6-4                                   |
| 2007                   | Bob Bryan Mike Bryan                       | Mariusz Fyrstenberg Marcin Matkowski       | 6-3, 7-6                                   |
| 2008                   | Mariusz Fyrstenberg Marcin Matkowski       | Mahesh Bhupathi Mark Knowles               | 6-4, 6-2                                   |
| Madrid (tierra batida) |                                            |                                            |                                            |
| 2009                   | Daniel Nestor Nenad Zimonjić               | Simon Aspelin Wesley Moodie                | 5-7, 6-2, [14-12]                          |
| 2010                   | Bob Bryan Mike Bryan                       | Daniel Nestor Nenad Zimonjić               | 6-3, 6-4                                   |
| 2011                   | Bob Bryan Mike Bryan                       | Michael Llodra Nenad Zimonjić              | 6-3, 6-3                                   |
| 2012                   | Mariusz Fyrstenberg Marcin Matkowski       | Robert Lindstedt Horia Tecau               | 6-3, 6-4                                   |
| 2013                   | Bob Bryan Mike Bryan                       | Alexander Peya Bruno Soares                | 6-2, 6-3                                   |
| 2014                   | Daniel Nestor Nenad Zimonjić               | Bob Bryan Mike Bryan                       | 6-4, 6-2                                   |
| 2015                   | Rohan Bopanna Florin Mergea                | Marcin Matkowski Nenad Zimonjić            | 6-2, 6-7(5), [11-9]                        |
| 2016                   | Jean-Julien Rojer Horia Tecău              | Rohan Bopanna Florin Mergea                | 6-4, 7-6(5)                                |
| 2017                   | Łukasz Kubot Marcelo Melo                  | Nicolas Mahut Édouard Roger-Vasselin       | 7-5, 6-3                                   |
| 2018                   | Nikola Mektić Alexander Peya               | Bob Bryan Mike Bryan                       | 5-3, ret.                                  |
| 2019                   | Jean-Julien Rojer Horia Tecău              | Diego Schwartzman Dominic Thiem            | 6-2, 6-3                                   |
| 2020                   | No disputado por la pandemia del COVID-19. | No disputado por la pandemia del COVID-19. | No disputado por la pandemia del COVID-19. |
| 2021                   | Marcel Granollers Horacio Zeballos         | Nikola Mektić Mate Pavić                   | 1-6, 6-3, [10-8]                           |
| 2022                   | Wesley Koolhof Neal Skupski                | Juan Sebastián Cabal Robert Farah          | 6-7(4), 6-4, [10-5]                        |
| 2023                   | Karén Jachánov Andrey Rublev               | Rohan Bopanna Matthew Ebden                | 6-3, 3-6, [10-3]                           |
| 2024                   | Sebastian Korda Jordan Thompson            | Ariel Behar Adam Pavlásek                  | 6-3, 7-6(7)                                |
| 2025                   | Marcel Granollers Horacio Zeballos         | Marcelo Arévalo Mate Pavić                 | 6-4, 6-4                                   |

### Dobles femenino
| Año  | Campeonas                                  | Subcampeonas                               | Resultado                                  |
| ---- | ------------------------------------------ | ------------------------------------------ | ------------------------------------------ |
| 2009 | Cara Black Liezel Huber                    | Květa Peschke Lisa Raymond                 | 4-6, 6-3, [10-6]                           |
| 2010 | Serena Williams Venus Williams             | Gisela Dulko Flavia Pennetta               | 6-2, 7-5                                   |
| 2011 | Victoria Azarenka María Kirilenko          | Květa Peschke Katarina Srebotnik           | 6-4, 6-3                                   |
| 2012 | Sara Errani Roberta Vinci                  | Ekaterina Makarova Elena Vesnina           | 6-1, 3-6, [10-4]                           |
| 2013 | Anastasia Pavlyuchenkova Lucie Šafářová    | Cara Black Marina Erakovic                 | 6-2, 6-4                                   |
| 2014 | Sara Errani Roberta Vinci                  | Garbiñe Muguruza Carla Suárez              | 6-4, 6-3                                   |
| 2015 | Casey Dellacqua Yaroslava Shvédova         | Garbiñe Muguruza Carla Suárez              | 6-3, 6-7(4), [10-5]                        |
| 2016 | Caroline Garcia Kristina Mladenovic        | Martina Hingis Sania Mirza                 | 6-4, 6-4                                   |
| 2017 | Yung-Jan Chan Martina Hingis               | Tímea Babos Andrea Hlaváčková              | 6-4, 6-3                                   |
| 2018 | Ekaterina Makarova Elena Vesnina           | Tímea Babos Kristina Mladenovic            | 2-6, 6-4, [10-8]                           |
| 2019 | Su-Wei Hsieh Barbora Strýcová              | Gabriela Dabrowski Xu Yifan                | 6-3, 6-1                                   |
| 2020 | No disputado por la pandemia del COVID-19. | No disputado por la pandemia del COVID-19. | No disputado por la pandemia del COVID-19. |
| 2021 | Barbora Krejčíková Kateřina Siniaková      | Gabriela Dabrowski Demi Schuurs            | 6-4, 6-3                                   |
| 2022 | Gabriela Dabrowski Giuliana Olmos          | Desirae Krawczyk Demi Schuurs              | 6-7(1), 7-5, [10-7]                        |
| 2023 | Victoria Azarenka Beatriz Haddad Maia      | Cori Gauff Jessica Pegula                  | 6-1, 6-4                                   |
| 2024 | Cristina Bucșa Sara Sorribes               | Barbora Krejčíková Laura Siegemund         | 6-0, 6-2                                   |
| 2025 | Sorana Cîrstea Anna Kalinskaya             | Veronika Kudermétova Elise Mertens         | 6-7(10), 6-2, [12-10]                      |

## Ganadores múltiples en individuales

### Masculino
| Jugador          | Títulos | Subtítulos | Años campeonatos             | Años subcampeonatos |
| ---------------- | ------- | ---------- | ---------------------------- | ------------------- |
| Rafael Nadal     | 5       | 3          | 2005, 2010, 2013, 2014, 2017 | 2009, 2011, 2015    |
| Roger Federer    | 3       | 2          | 2006, 2009, 2012             | 2007, 2010          |
| Novak Djokovic   | 3       | -          | 2011, 2016, 2019             |                     |
| Andy Murray      | 2       | 1          | 2008, 2015                   | 2016                |
| Alexander Zverev | 2       | 1          | 2018, 2021                   | 2022                |
| Carlos Alcaraz   | 2       | -          | 2022, 2023                   |                     |

### Femenino
| Jugadora        | Títulos | Subtítulos | Años campeonatos | Años subcampeonatos |
| --------------- | ------- | ---------- | ---------------- | ------------------- |
| Aryna Sabalenka | 3       | 1          | 2021, 2023, 2025 | 2024                |
| Petra Kvitová   | 3       | -          | 2011, 2015, 2018 |                     |
| Simona Halep    | 2       | 2          | 2016, 2017       | 2014, 2019          |
| Serena Williams | 2       | -          | 2012, 2013       |                     |

## Conflicto de Eurovisión 2009
En la edición de 2009, debido al compromiso contractual de TVE de retransmitir el partido de octavos de final entre Rafael Nadal y Fernando Verdasco, La 2 decidió no retransmitir la segunda semifinal del Festival de la Canción de Eurovisión 2009. En su lugar, la ofreció con retraso al término del partido, y empleó un jurado de reserva en lugar del televoto para decidir a quién se entregaban los puntos de dicho concurso. La EBU, organizadora del festival, anunció que TVE sería sancionada por violación de las reglas del concurso, ya que TVE estaba obligada a emitir al menos una de las dos semifinales en directo (lo cual tampoco había ocurrido en la primera semifinal, debido a la retransmisión del Debate sobre el estado de la nación).